# BazaRecenzji
BazaRecenzji (рус. БазаРецензий, либо BazaR, рус. БазаР) — интернет-портал, посвящённый компьютерным играм, владельцем которого являлась компания «Techland». Портал был запущен 20 октября 2008 года, закрыт 7 февраля 2011 года.
Главная функция портала — сбор рецензий компьютерных игр от польской прессы, а также из различных интернет-ресурсов. В рецензию выводится средняя оценка, которая получается совместно с оценками пользователей. Пользователи, в дополнение к оценке, могут также оставлять свои комментарии. Эти мнения показываются как «мини-рецензии» и подвергаются оценке со стороны других пользователей.
Портал публиковал рецензии наиболее известных польских СМИ, посвящённых компьютерным играм, тираж которых превышает 25 тысяч экземпляров, а в случае с интернет-ресурсами, их аудитория должна превышать 50 тысяч уникальных посетителей в месяц.

## История портала
- 20 октября 2008 года — запуск портала «BazaRecenzji».
- 20 ноября 2008 года — количество добавленных в базу компьютерных игр превышает 1 тысячу, а также 3,5 тысячи рецензий для них, добавленных из более чем 15 различных источников (пресса, интернет-ресурсы).
- 1 декабря 2008 года — добавлено слежение за новостями через канал RSS; кроме того, запущен сервис, позволяющий получать доступ к сайту с сотового телефона.
- 15 декабря 2008 года — портал регистрируется как журнал с номером ISSN: 1689-572X.
- 7 февраля 2011 года — закрыт.